# Helmut Krausnick
Helmut Krausnick (né le 19 février 1905 à Wenden et mort le 22 janvier 1990 à Stuttgart) est un historien allemand. De 1959 à 1972, Krausnick dirige l'Institut d'histoire contemporaine de Munich, qui devient l'institut de recherche allemand le plus renommé sur l'histoire du national-socialisme au cours de cette période. De 1953 à 1972, Krausnick est rédacteur en chef de la Vierteljahrshefte für Zeitgeschichte (VfZ), puis corédacteur.

## Biographie
Helmut Krausnick grandit à Bad Harzburg. Son père y est médecin généraliste et sa mère dirige une école d'économie domestique pour filles. De 1914 à 1923, il étudie le lycée de Bad Harzburg (de). Il étudie ensuite l'histoire et les sciences politiques à l'Université de Breslau, d'où il passe à l'Université de Berlin en 1924 après un passage à l'Université de Heidelberg. Il y reçoit son doctorat en 1938 sous la direction de Fritz Hartung. Krausnick travaille ensuite pour le Bureau central de Berlin pour l'histoire d'après-guerre aux Archives du Reich, et en 1940, il rejoint la Commission des archives du ministère des Affaires étrangères. De septembre 1944 à mai 1945, il effectue son service militaire pendant la Seconde Guerre mondiale. En 1932, Krausnick devient membre du NSDAP (numéro de membre 866 684), mais n'est pas actif dans sa science en tant que propagandiste nazi.
De 1947 à 1951, Krausnick travaille à l'Institut international des manuels scolaires à Brunswick. En 1951, il commence à travailler à l'Institut d'histoire contemporaine dirigé par Hermann Mau (de). Lorsque ce dernier meurt accidentellement en 1952, il poursuit son histoire allemande du passé récent, parue en 1956 et traduite en plusieurs langues. En 1959, Krausnick est nommé secrétaire général de l'Institut, succédant à Paul Kluke (de), qu'il dirige jusqu'à sa retraite en 1972. En outre, Krausnick est rédacteur en chef du VfZ de 1953 à 1972 et est nommé professeur honoraire d'histoire contemporaine à l'Université de Munich en 1968.
En plus des monographies écrites ou éditées par lui, Krausnick publie régulièrement dans le VfZ et d'autres revues historiques contemporaines. Son domaine d'expertise initial est la période Bismarck, notamment la diplomatie secrète de Friedrich von Holstein. Dans son travail pour l'IfZ, il se tourne vers l'histoire de la résistance contre Adolf Hitler. En 1980, Krausnick reçoit la croix fédérale du mérite de 1re classe.

## Œuvres (sélection)
- (Hrsg.): Neue Bismarck-Gespräche. Hanseatische Verlags-Anstalt, Hamburg 1940.
- Holsteins Geheimpolitik in der Ära Bismarck 1886–1890. Hanseatische Verlags-Anstalt, Hamburg 1942 (Dissertation).
- mit Hermann Mau: Deutsche Geschichte der jüngsten Vergangenheit 1933–45. Wunderlich, Tübingen 1956.
- Judenverfolgung. In: Anatomie des SS-Staates, Band 2. Olten, Freiburg i.Br. 1965.
- mit Harold C. Deutsch (Hrsg.): Helmuth Groscurth. Tagebücher eines Abwehroffiziers. Deutsche Verlagsanstalt, Stuttgart 1970.
- mit Hans-Heinrich Wilhelm: Die Truppe des Weltanschauungskrieges. Die Einsatzgruppen der Sicherheitspolizei und des SD 1938–1942. Deutsche Verlags-Anstalt, Stuttgart 1981,  (ISBN 3-421-01987-8) (Unter dem Titel Hitlers Einsatzgruppen. Die Truppen des Weltanschauungskrieges 1985 als Taschenbuch bei Fischer in Frankfurt. (Zuerst „die Truppen“, die durchgesehene erste Auflage als „die Truppe“). Viele weitere Auflagen, zuletzt unverändert 2016  mit der  (ISBN 978-3-59630902-3).)